# Краљице двеју Сицилија
Следи списак владарки Краљевства двеју Сицилија од 1806. године до данас

## Краљице двеју Сицилија

### Бонапарте, 1806–1815
| Слика | Име                | Отац            | Рођење         | Брак             | Постала владарка | Престала да влада | Смрт          | Супружник   |
| ----- | ------------------ | --------------- | -------------- | ---------------- | ---------------- | ----------------- | ------------- | ----------- |
|       | Каролина Бонапарта | Карло Бонапарта | 25. март 1782. | 20. јануар 1800. | 1. август 1808.  | 3. мај 1815.      | 18. мај 1839. | Жоашен Мира |

### Бурбони, 1815–1816
| Слика | Име                      | Отац                          | Рођење             | Брак               | Постала владарка   | Престала да влада | Смрт                | Супружник                |
| ----- | ------------------------ | ----------------------------- | ------------------ | ------------------ | ------------------ | ----------------- | ------------------- | ------------------------ |
|       | Марија Изабела Шпанска   | Карлос IV од Шпаније          | 6. јул 1789.       | 6. јул 1802.       | 4. јануар 1825.    | 8. новембар 1830. | 13. септембар 1848. | Франц I од Сицилије      |
|       | Марија Кристина Савојска | Виктор Емануел I од Сардиније | 14. новембар 1812. | 21. новембар 1832. | 21. новембар 1832. | 21. јануар 1836.  | 21. јануар 1836.    | Фердинанд II од Сицилије |
|       | Марија Терезија Изабела  | Надвојвода Карло од Аустрије  | 31. јул 1816.      | 27. јануар 1837.   | 27. јануар 1837.   | 22. мај 1859.     | 8. август 1867.     | Фердинанд II од Сицилије |
|       | Марија Софија Баварска   | Максимилијан Јозеф Баварски   | 4. октобар 1841.   | 3. фебруар 1859.   | 22. мај 1859.      | 20. март 1861.    | 19. јануар 1925.    | Франц II од две Сицилије |

Године 1861. Краљевство двеју Сицилија постаје део новоосноване Краљевине Италије

### Владари Сицилије (1861—1960)
| Слика | Име                              | Отац                        | Рођење           | Брак             | Постала владарка   | Престала да влада  | Смрт                | Супружник                |
| ----- | -------------------------------- | --------------------------- | ---------------- | ---------------- | ------------------ | ------------------ | ------------------- | ------------------------ |
|       | Марија Софија Баварска           | Максимилијан Јозеф Баварски | 4. октобар 1841. | 3. фебруар 1859. | 20. март 1861.     | 27. децембар 1894. | 19. јануар 1925.    | Франц II од две Сицилије |
|       | Антоанета од две Сицилије        | Френсис од Трапанија        | 16. март 1851.   | 8. јун 1868.     | 27. децембар 1894. | 26. мај 1934.      | 12. септембар 1938. | Алфонсо од Касерта       |
|       | Марија Лудвига Терезија Баварска | Лудвиг III Леополд          | 6. јул 1872.     | 31. мај 1897.    | 26. мај 1934.      | 10. јун 1954       | 10. јун 1954        | Фердинанд од Калабрије   |

#### Напуљска линија
| Слика | Име                      | Отац              | Рођење              | Брак                | Постала владарка | Престала да влада | Смрт          | Супружник           |
| ----- | ------------------------ | ----------------- | ------------------- | ------------------- | ---------------- | ----------------- | ------------- | ------------------- |
|       | Марија Каролина Замојска | Андреј Замојски   | 22. септембар 1896. | 12. септембар 1923. | 7. јануар 1960.  | око 1966.         | 9. мај 1968   | Рејнери од Кастра   |
|       | Шантал де Шеврон         | Јозеф Пјер Шеврон | 10. јануар 1925.    | 23. јул 1949.       | око 1966.        | 24. мај 2005.     | 24. мај 2005. | Фердинанд од Кастра |
|       | Камила од Кастра         | Камило Кроцијани  | 5. април 1971.      | 31. октобар 1998.   | 20. март 2008.   | данас             | -             | Карло од Кастра     |

#### Шпанска линија
| Слика | Име                    | Отац            | Рођење             | Брак            | Постала владарка | Престала да влада | Смрт | Супружник            |
| ----- | ---------------------- | --------------- | ------------------ | --------------- | ---------------- | ----------------- | ---- | -------------------- |
|       | Алиса од Бурбона-Парме | Елијас од Парме | 13. новембар 1917. | 16. април 1936. | 7. јануар 1960.  | 3. фебруар 1964.  | -    | Алфонсо од Калабрије |
|       | Ана од Калабрије       | Хенри од Париза | 4. децембар 1938.  | 12. мај 1965.   | 12. мај 1965.    | данашњи           | -    | Карлос од Калабрије  |